# Bistefani
La Bistefani S.p.A., oggi Bistefani Gruppo Dolciario S.p.A., è stata una delle più importanti industrie alimentari del ramo dolciario italiane, fondata nel 1955 a Casale Monferrato da Luigi Viale. Dal 2013 fa parte del gruppo Bauli.

## Storia

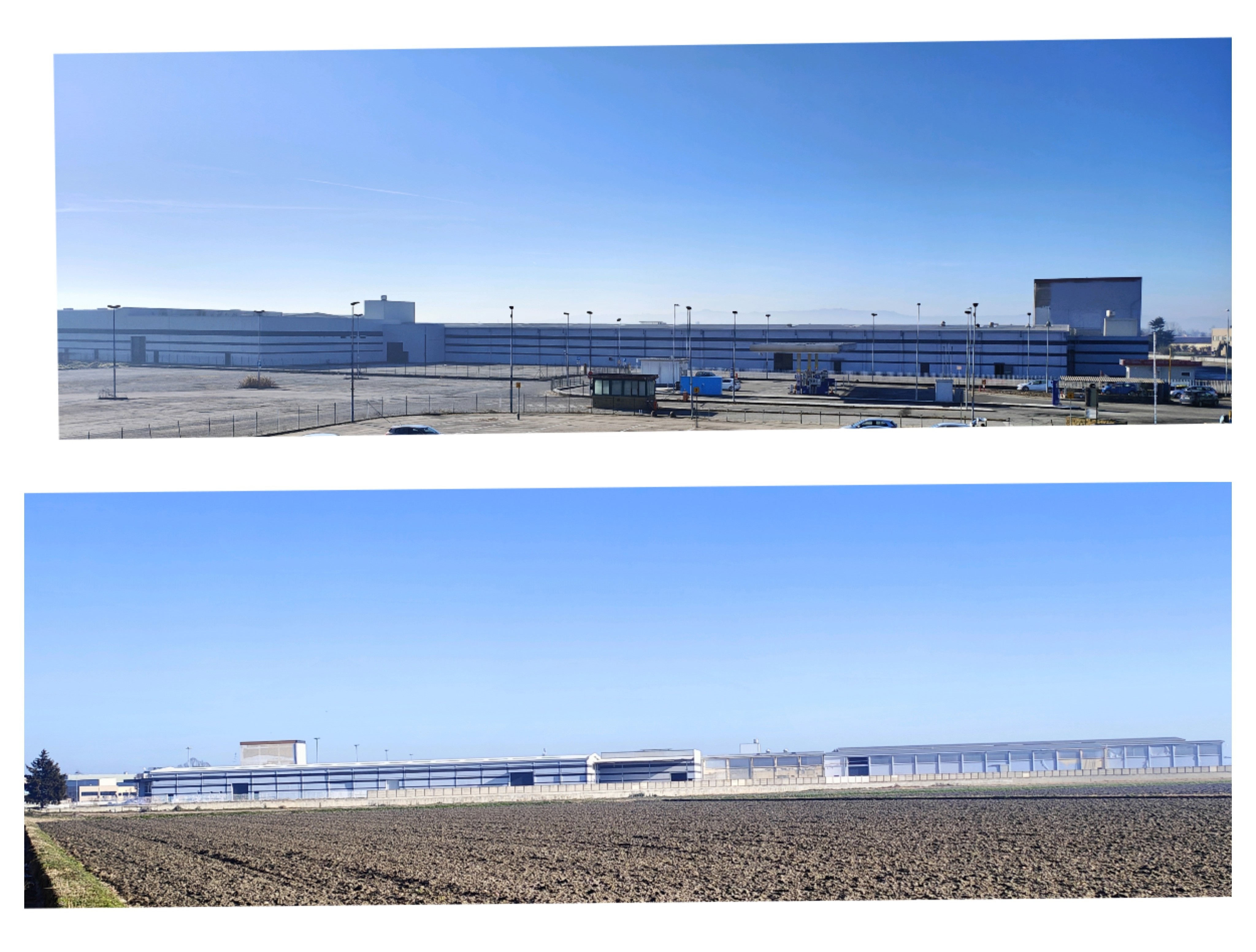
Lo stabilimento ex Bistefani (visto dai due lati) a Villanova Monferrato, sulla statale 31

La Bistefani è nata grazie a Luigi Viale (1912-1995) a Casale Monferrato in Provincia di Alessandria nel 1955 con il nome di Biscottificio Santo Stefano, poi contratto in Bistefano e poco dopo in Bistefani.
Iniziò a produrre i krumiri, poi pastefrolle, baci di dama, canestrelli, "offelle".
Nel 2002 la Bistefani ha acquisito la Nuova Forneria S.p.A., società nata nel 1990 dalla parziale privatizzazione del settore dolciario del gruppo SME a cui erano state conferite le attività del settore dei prodotti da forno a consumo continuativo (ossia le vecchie merendine Motta) e del cui capitale facevano parte il Gruppo Barilla e Ferrero per il 49% delle quote.
La società era stata rivenduta poi nel 1995 alla società "Parfin Holding", facente capo all'imprenditore Armando Cecchetti, già proprietario dei supermercati SIDIS.
Nel 2006 le due società si sono fuse formando il Gruppo Buondì Bistefani S.p.A., oggi Bistefani Gruppo Dolciario S.p.A.
Il 9 febbraio 2013 viene annunciata l'acquisizione dell'azienda da parte del gruppo Bauli.
Il 14 marzo 2016 viene annunciata, dall'A.D. di Bauli, la chiusura dello stabilimento Bistefani di Casale Monferrato e il trasferimento delle linee produttive a Verona.
Con una riorganizzazione del gruppo Bauli nell'autunno 2024 il marchio Bistefani viene ridimensionato alla sola produzione di prodotti dolciari da ricorrenza ed i prodotti storici quali i Krumiri iniziano ad essere venduti con marchio Motta in base ad un'ampia operazione di riposizionamento del brand da parte del gruppo Bauli.

## Campagne pubblicitarie famose
Sono rimaste particolarmente famose le campagne pubblicitarie natalizie che negli anni ottanta e novanta vedevano come protagonisti un burbero proprietario d'azienda che redarguiva il suo capo pasticcere per fare dolci troppo buoni e genuini rispetto al prezzo di vendita. Gli interpreti dello spot erano Renzo Rinaldi nel ruolo del burbero proprietario d'azienda (il "signor Bistefani") e Stefano Gragnani nel ruolo di Carlo, pasticciere un po' sbadato. Gli spot terminavano con il "signor Bistefani" che, inviperito, pronunciava la frase "E chi sono io, Babbo Natale?" dopodiché comparivano dal nulla sul suo volto una barba bianca e un berretto rosso.

## Marchi

Bistefani in veste di sponsor di maglia della squadra di pallavolo del nella stagione 1985-86

- Buondì
- Girella
- Yo-Yo
- Ciocorì